# Rupilia Faustina
Rupilia Faustina (circa 87 – circa 138), was een Romeinse edelvrouw uit de Antonijnse dynastie.
Ze was de dochter van Salonina Matidia en was gehuwd met Marcus Annius Verus (consul). Samen hadden ze drie kinderen:
- Annia Galeria Faustina, ook wel Faustina de Oudere genoemd, toekomstig keizerin, vrouw van keizer Antoninus Pius
- Marcus Annius Libo, een toekomstig consul
- Marcus Annius Verus, een praetor die met Domitia Lucilla huwde. Ouders van keizer Marcus Aurelius en zijn zus Annia Cornificia Faustina.